# 加州理工學院次毫米天文台
加州理工學院次毫米天文台（CSO）是一架直徑10.4-（34-英尺）的次微米波長望遠鏡，坐落在美国夏威夷州毛納基山直徑15-（49-英尺） 詹姆士·克拉克·麥斯威爾望遠鏡（JCMT）旁邊。它從事次毫米波天文學，在太赫茲輻射的頻道工作。依照毛納基山綜合管理計畫，這架望遠鏡已經在2015年9月18日除役。

## 歷史
CSO和JCMT是最早被結合的一對次毫米干涉儀。這個實驗的成功，是推動次毫米波陣列望遠鏡和阿塔卡馬大型毫米波/亞毫米波陣列干涉儀的重要依據。

### 除役
在2009年4月30日，加州理工學院宣布計畫CSO即將除役，並且將研究計劃轉移到在智利的下一代查南托山阿塔卡馬望遠鏡（Cerro Chajnantor Atacama Telescope，CCAT）。這個計劃要求CSO在2016年要拆除，並在2018年讓現有場址回歸自然狀態。

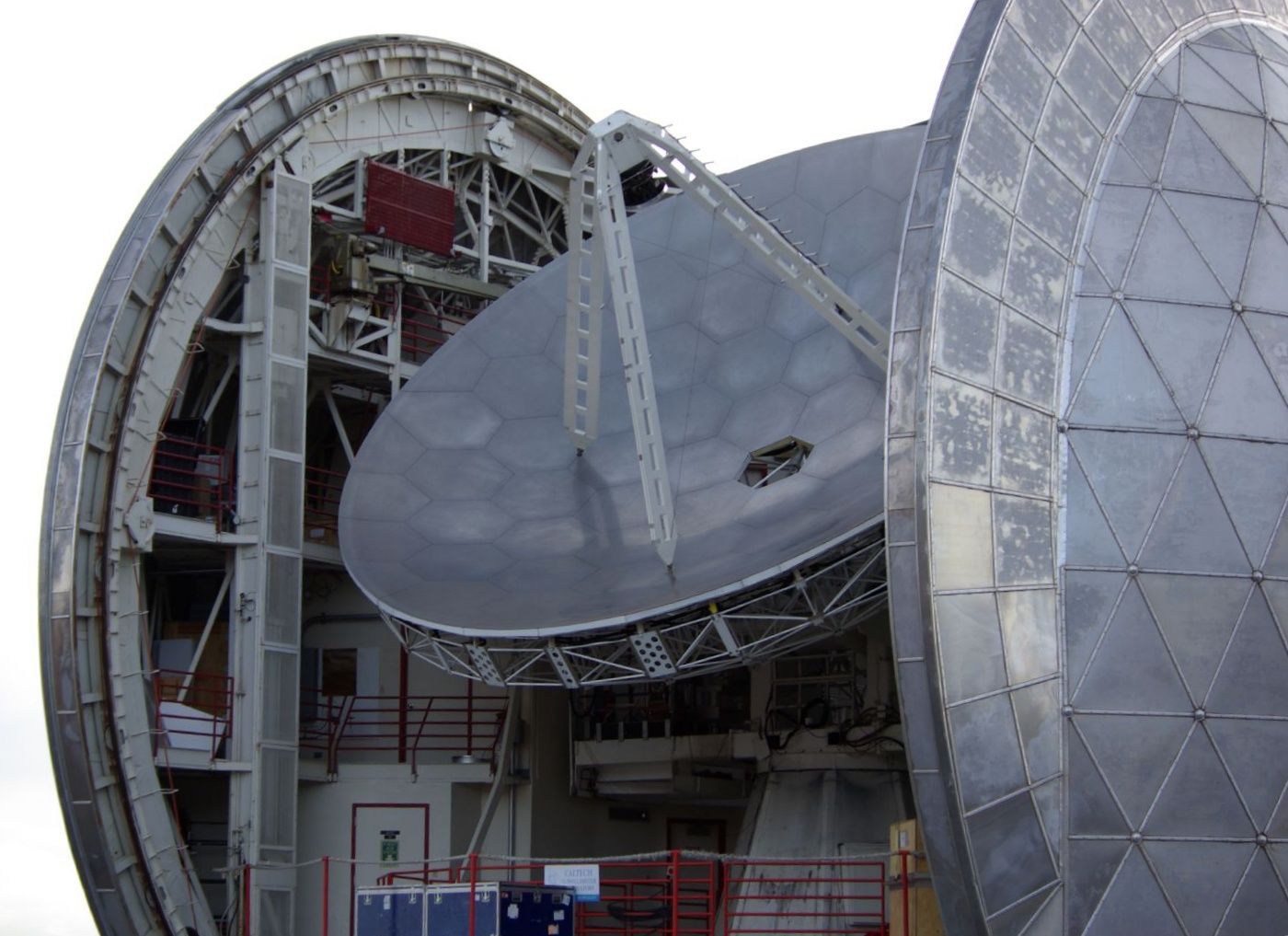
加州理工學院次毫米天文台